# Kampong Baroe
Kampong Baroe es un ressort administrativo de Surinam, el mismo se encuentra en el distrito de Saramacca. Su población es de 1 948 habitantes según el censo de 2004.
El ressort de Kampong Baroe limita por el noreste con el distrito de Wanica y por el suroeste y el sur con el distrito de Para, por el oeste con el ressort de Calcutta y por el norte con los ressorts de Tijgerkreek, Groningen y Jarikaba.